# アルベルト・メディーナ
アルベルト・メディーナ（Alberto Medina Briseño、1983年5月29日 - ）は、メキシコの元サッカー選手。元メキシコ代表。ポジションはフォワード。

## 経歴
2003年にメキシコ代表デビュー。CONCACAFゴールドカップには3回出場し、2007年は準優勝、2009年では優勝している。また、2010 FIFAワールドカップのメンバーにも選出された。メキシコ代表で通算54試合に出場、6得点をあげた。

## 代表歴

### 出場大会
- メキシコ代表
  - 2010 FIFAワールドカップ

### 試合数
- 国際Aマッチ 54試合 6得点（2003年-2010年）[1]

| メキシコ代表 | 国際Aマッチ | 国際Aマッチ |
| 年           | 出場        | 得点        |
| ------------ | ----------- | ----------- |
| 2003         | 2           | 0           |
| 2004         | 2           | 1           |
| 2005         | 18          | 1           |
| 2006         | 1           | 0           |
| 2007         | 11          | 0           |
| 2008         | 0           | 0           |
| 2009         | 11          | 0           |
| 2010         | 9           | 4           |
| 通算         | 54          | 6           |